# 愛達·勒芙蕾絲
勒芙蕾絲伯爵夫人奧古斯塔·愛達·金（英語：Augusta Ada King, Countess of Lovelace，1815年12月10日—1852年11月27日），原姓拜倫（Byron），是一位英國數學家兼作家，代表作是她為查爾斯·巴貝奇的分析機——機械式通用電腦——所寫的作品。她是第一位主張計算機不只可以用來算數的人，也發表了第一段分析機用的演算法。因此，愛達常被公認為史上第一位程式設計師。
愛達·勒芙蕾絲是詩人拜倫勳爵和拜倫男爵夫人的唯一婚生子女。拜倫其他子女都是私生子。愛達滿月時父母離異，四個月後拜倫離開英國，一去不歸。拜倫在詩中寫著：「我的嬌女，妳的容顏是否如母？愛達，我屋簷下、我心中唯一的女兒。」愛達八歲時，拜倫在希臘逝世。愛達母親始終痛恨拜倫，致力栽培愛達的數學邏輯興趣，以免愛達陷入她眼中拜倫的瘋狂下場。但愛達終究很惦記父親，把兩個兒子取名為拜倫和哥登。她過世後，遺願要求葬在父親墓旁。愛達童年多病，但仍勤敏向學。1835年愛達與威廉·金結婚，威廉·金於1838年受封勒芙蕾絲伯爵，她成為勒芙蕾絲伯爵夫人。
藉著她的家庭與教育環境，她認識許多科學家，如安德魯·克羅斯、查爾斯·巴貝奇、大衛·布儒斯特爵士、查爾斯·惠斯通、麥可·法拉第和作家狄更斯，跟著他們進修。愛達自稱是「分析家（兼形上學家）」，並自稱在從事「詩意科學」。
十幾歲時，因著她的數學天分，愛達認識了後世譽為「電腦之父」的英國數學家查爾斯·巴貝奇，展開了一段長期亦師亦友的工作關係，更迷上了巴貝奇的分析機計畫。愛達在1833年透過家教瑪麗·薩默維爾，認識了巴貝奇。
在1842到1843年間，她翻譯了一篇義大利軍事工程師費德里科·路易吉闡述分析機的文章，並加上詳盡的筆記（篇名就叫筆記）。愛達的筆記裡，包含了許多人公認的史上第一段電腦程式—一段分析機用的演算法。不過也有歷史學家不同意，指出巴貝奇1836/1837年的私人筆記中，已經有了更早的分析機程式。愛達的筆記對早期電腦發展史非常重要。此外，當巴貝奇等同時代學者，只著眼於電腦的數學運算力時，愛達已經預見了電腦廣泛應用的未來。她在筆記中以她的「詩意科學」來研究分析機，探索個人和社會，如何透過科技協同工作。
愛達在1852年因子宫癌逝世，享年36歲。

## 生平

### 童年

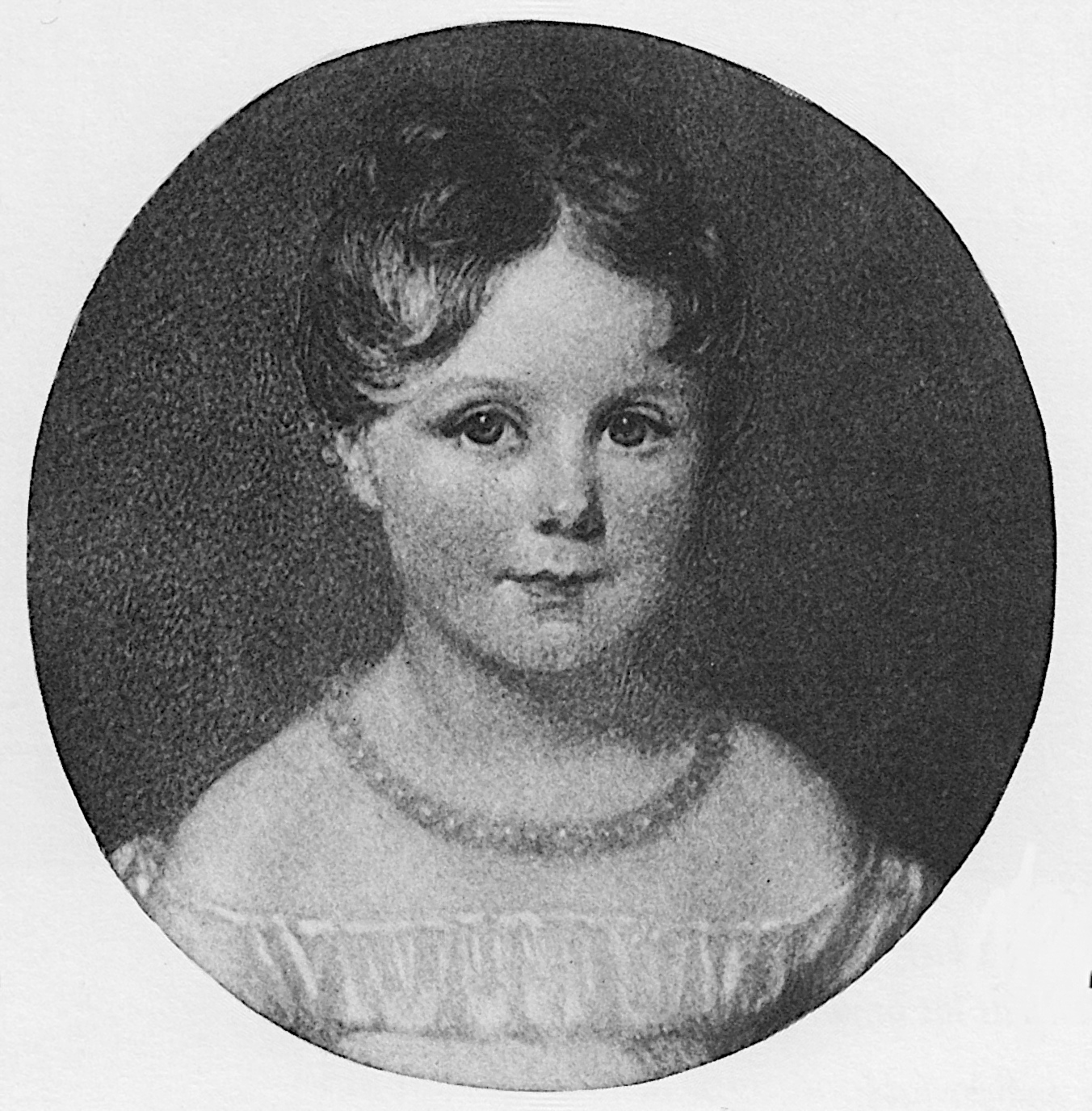
四歲的愛達

拜倫想要一個兒子作為繼承人，所以當妻子生下女兒時，非常失望。她的名字「奧古斯塔」取自拜倫同父異母的姐姐奧古斯塔·李 (Augusta Leigh)，「愛達」則是拜倫自己命名。1816年1月16日，安娜貝拉帶著一個月大的愛達，被拜倫趕出門，回到柯比馬洛里的娘家。依當年的英國法律，離婚後子女監護權屬於父方。但拜倫不想要監護權，只委託姐姐在愛達有需要時通知他。

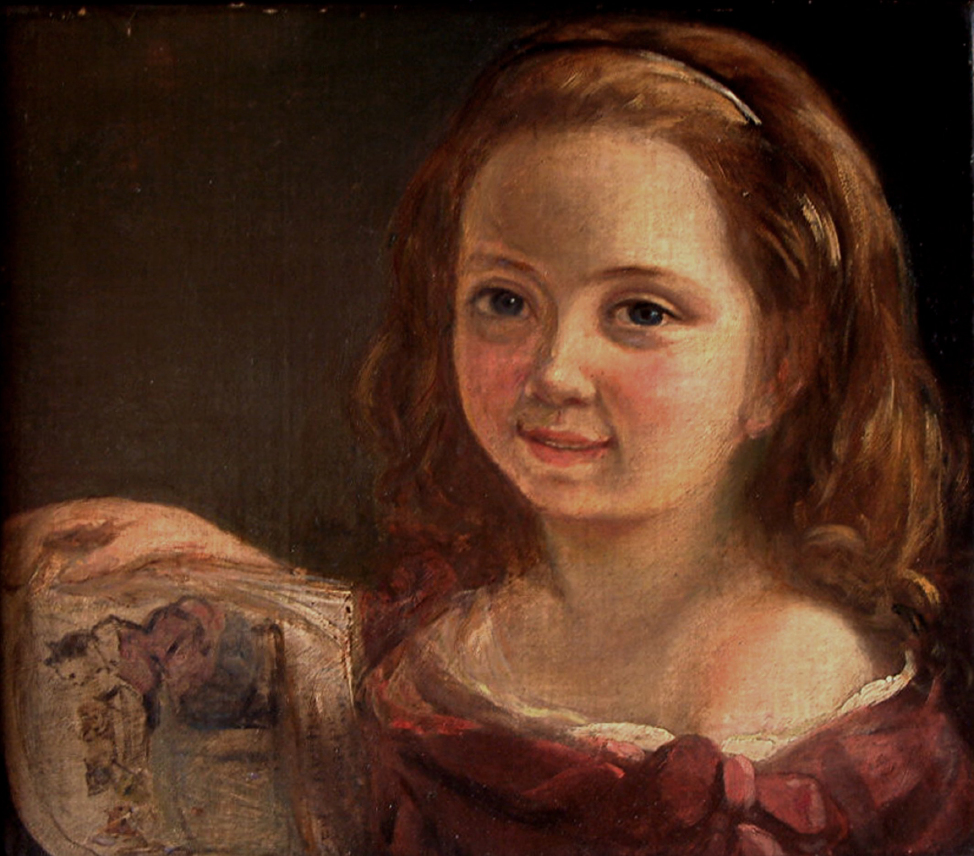
七歲的愛達，作者Alfred d'Orsay，1822年，收藏於牛津大學薩默維爾學院。

4月21日拜倫不情願地簽下分居協議，幾天後就離開英國。在撕破臉分居後，安娜貝拉一輩子都在指控拜倫的敗德行為。因為這件事，愛達在維多利亞時代很有名。愛達和父親拜倫從此再無關聯。拜倫逝世於1824年，愛達時年8歲。愛達的至親只有母親。直到愛達20歲生日前，都不給她看拜倫的畫像。
愛達小時候和母親不親，母親常常把她丟給溺愛孫女的外婆，米爾班奇夫人茱蒂·洪照顧。然而，當時社會對分居的男方有利，其次才考慮孩子的利益。為顧及社會觀感，安娜貝拉必須扮演慈母。安娜貝拉寫信給母親擔心愛達近況，在信封上加註信件要收好，以備不時之需。在其中一封信裡，她稱女兒為「它」：「雖然百般不願，我聽妳的話跟它說話。若妳願照顧它，我會非常高興。」在愛達的少女時期，安娜貝拉拜託幾個好友當眼線，就近監視避免愛達變壞。愛達背地裏叫她們「妖婆」，抱怨她們亂說她壞話。

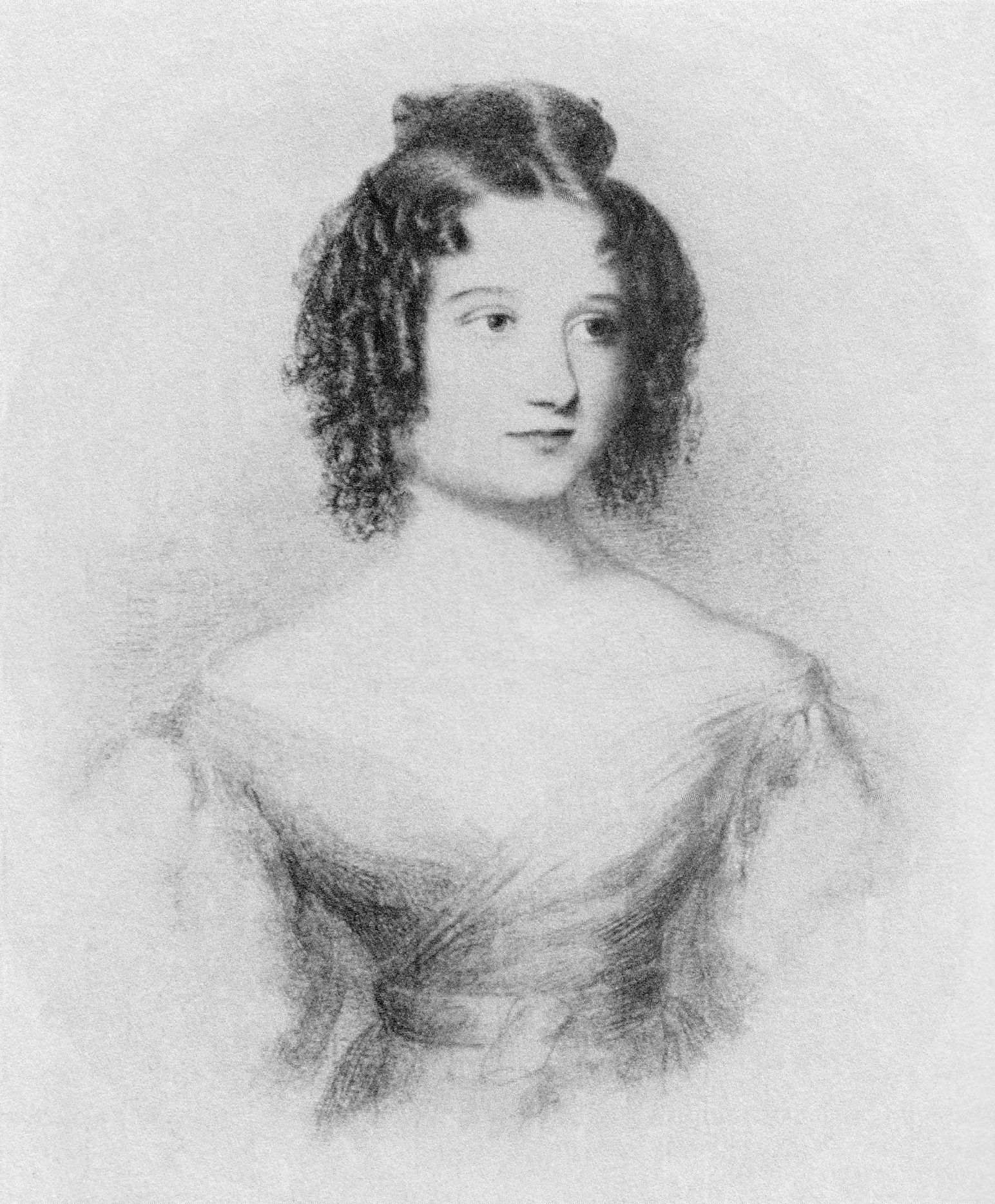
十七歲的愛達，1832年

愛達身體不好，從小就常常生病。八歲時，她就因為頭痛影響視力。1829年6月，愛達因麻疹發作全身癱瘓，在床上休養了將近一年，之後仍然行動不便。直到1831年，她才能柱著拐杖走路。雖然一直生病，愛達的數理能力仍持續進步。
12歲的時候，這位未來巴貝奇口中的「妖精小姐」，開始想飛。她深思熟慮，按部就班，一步步實現她的夢想計畫。1828年2月，她跨出第一步：製作翅膀。她計算、分析不同的材質、大小，嘗試各種材料：紙、油布、纜線、羽毛等。她研究鳥類生理解剖學，計算雙翼和身體的正確比例。她計畫把她的研究發現和圖表，整理成書《飛行學》。她也規劃所需的器材，例如羅盤，以便能越過高山河谷「直線穿越大地」。愛達的最後一步則是要結合蒸汽和「飛行藝術學」。
1833年初，愛達和一個家教墜入情網，戀情曝光後，他們就私奔了。對方的親戚認出愛達後，通報了愛達的母親。為免被社會閒話，安娜貝拉和朋友聯手封鎖了所有消息。愛達從未見過拜倫和克萊爾·克萊爾蒙特的女兒，她同父異母的妹妹奧格拉·拜倫。1822年，奧格拉五歲時過世。愛達和拜倫同父異母姐姐奧古斯塔·李的女兒伊莉莎白·梅朵拉·李有往來，雖然對方後來在法院上刻意避開愛達。

### 成年以後

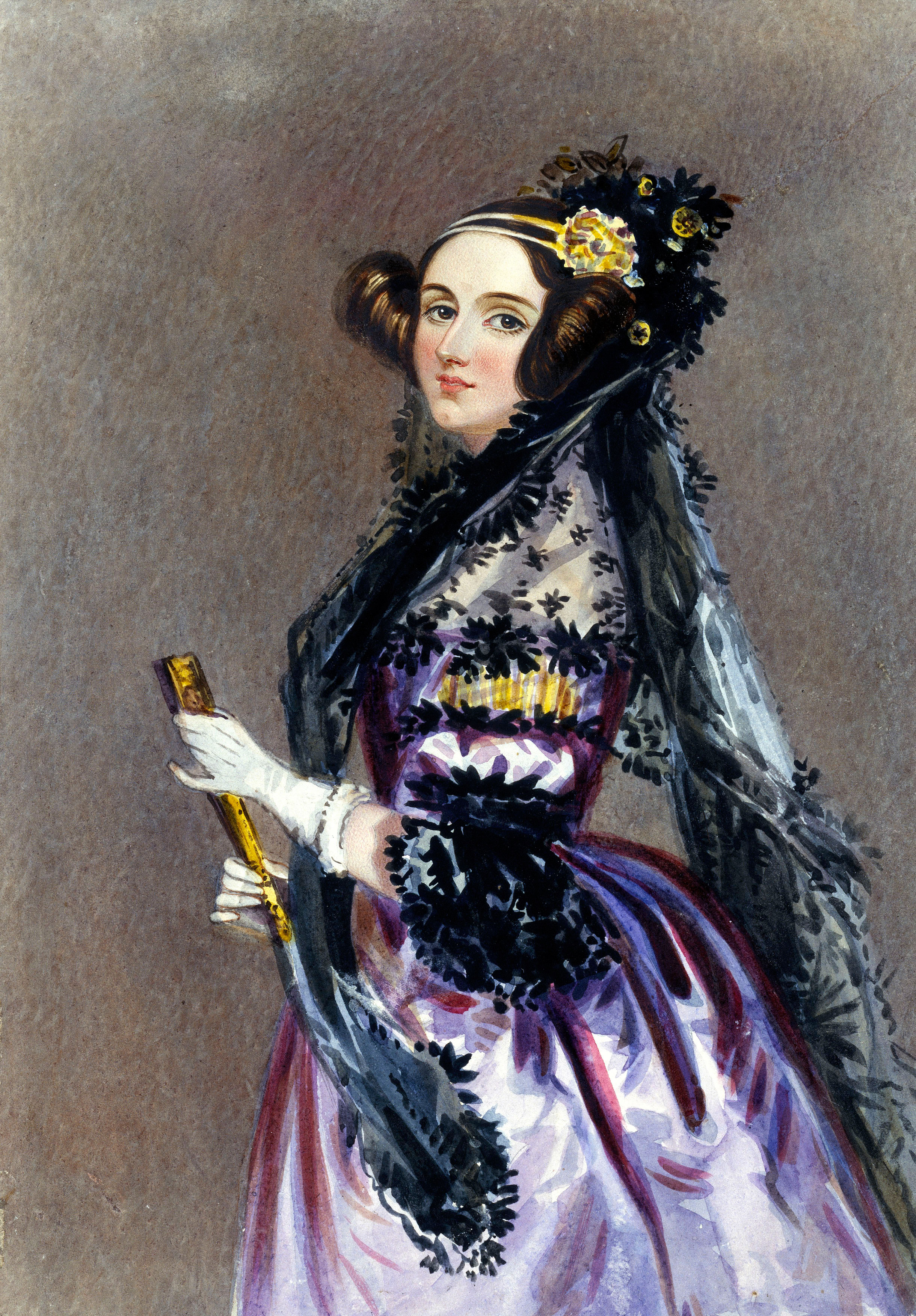
勒芙蕾絲伯爵夫人的水彩肖像, 約1840年。繪者不明，可能是Alfred Edward Chalon

愛達後來和她的家教瑪麗·費爾法克斯·薩默維爾成為好朋友。薩默維爾在1833年把愛達引薦給查爾斯·巴貝奇。愛達非常敬愛薩默維爾，和她長年保持聯絡。愛達也和安德魯·克魯斯、大衛·布儒斯特、查爾斯·惠斯通、麥可·法拉第及小說家查爾斯·狄更斯熟識。愛達17歲進宮覲見，冰雪聰明的愛達，旋即成為目光焦點。1834年時，愛達已經是王宮的常客，參加各式各樣的社交聚會。人們迷上這位愛跳舞的愛達，一致認為愛達秀麗可人，除了拜倫的朋友約翰·霍布豪斯。霍布豪斯認為愛達是個「個子高大、皮膚粗糙的年輕女人，長得像我朋友，尤其是那個嘴巴。」這是1834年2月24日霍布豪斯初見愛達後的印象。當天兩人初見時，愛達當面表示她不喜歡他。不知道是不是因為愛達母親的教育，使愛達看到拜倫的朋友就厭惡。不過雙方惡劣的第一印象沒有維持多久，兩個人就交上朋友了。
1835年7月8日，愛達和第八代金男爵結婚，成為金男爵夫人。他們有三處家產：薩里郡的奧坎園；羅斯郡托里登的一棟蘇格蘭式房產；及一棟倫敦的房子。他們蜜月在薩默塞特郡波洛克灣附近，艾希利·康比的渥西大宅。這原是建於1799年的狩獵小屋，金為了蜜月擴建。大屋後來持續擴建，成為他們家的夏日別墅。他們家的主屋自1845年起就在霍斯利塔，一棟由西敏宮建築的建築師查爾斯·巴里建造的都鐸風建築，之後大幅依勒芙蕾絲自己的設計擴建。
他們有三個小孩：拜倫（1836年生）；安妮·伊莎貝拉（通稱安娜貝拉，1837年生）；拉爾夫·戈登（1839年生）。安娜貝拉出生後，愛達罹患了「無聊又痛苦的病痛，花好幾個月才痊癒。」愛達是勒芙蕾絲男爵的唯一後裔，1838年，她先生受封勒芙蕾絲伯爵與奧坎子爵，她順理成章成為勒芙蕾絲伯爵夫人。1843到44年間，愛達母親聘請威廉·班傑明·卡本特擔任愛達子女的家教，並作為愛達言行的榜樣。卡本特對愛達一見鍾情，要她儘量向他訴苦，保證因為自己已婚，絕對不會對她有非份之想。但當卡本特企圖越來越明顯時，愛達就把他辭退了。
1841年，愛達的母親告訴愛達和梅朵拉·李（拜倫和同父異母姊姊奧古斯塔·李的女兒），她們是同父異母姊妹。1841年2月27日，愛達在信上跟母親說：「我一點都不『驚訝』。其實妳只是『證實』了我『長年』懷疑，卻太難堪，不敢向妳提起的事。」她不怪拜倫亂倫，而怪姑姑奧古斯塔·李：「我覺得她比他卑鄙無恥。」1840年代愛達和無賴廝混：一方面是調情、婚外情，流言四起；另一方面則是沉迷賭博。她1840年代末，在賭馬應該輸了三千英磅以上。她和男性一起聚賭，並在1851年為贏大注而試著建立數學模型。結果一敗塗地，輸給賭友上千英磅，只好向她丈夫自首。1844年起，她和安德魯·克羅斯的兒子約翰開始發展地下情。她過世後，依照法律協議，約翰·克羅斯刪掉了大多數的往來通信。她把父親遺留給她少數遺物，給了小克羅斯。她最後病重時，一想到小克羅斯不能來找她，就會抓狂。

### 教育
1832年她17歲時，開始展現數學天份。她對數學的興趣，從此主宰了她的人生。一個原因是她母親痛恨拜倫的瘋狂，從小教她數學，以斬斷她對人文的興趣。她的數理家教是威廉·福萊德、威廉·金與有名的19世紀研究家與科學作者瑪麗·索麥維。1840年代，數學家奧古斯都·德·摩根教她更多進階的數學研究，包括高等微積分的伯努利数（後來成為她著名的巴貝奇分析機演算法的基礎）。德·摩根在給愛達的信件中，他說愛達的數學能力，未來會成為「原創的數學研究家，甚至是一流的傑出人物。」
愛達常常結合詩歌和科學，來質疑基本假設。學習微分學時，她寫給德·摩根說：
我想說，數學入門時最主要的困難之一，是公式轉換時，用奇怪的、完全無法想像、初學者認不出來的方式轉換。我常常想到精靈仙女，一下子在人手中以一個樣子顯現，一下子又變成完全不一樣的樣子。
愛達認為直覺和想像力對數理觀念非常重要。她把形上學看得和數學一樣重要，認為兩者都探索「身邊未知世界」的工具。

### 逝世

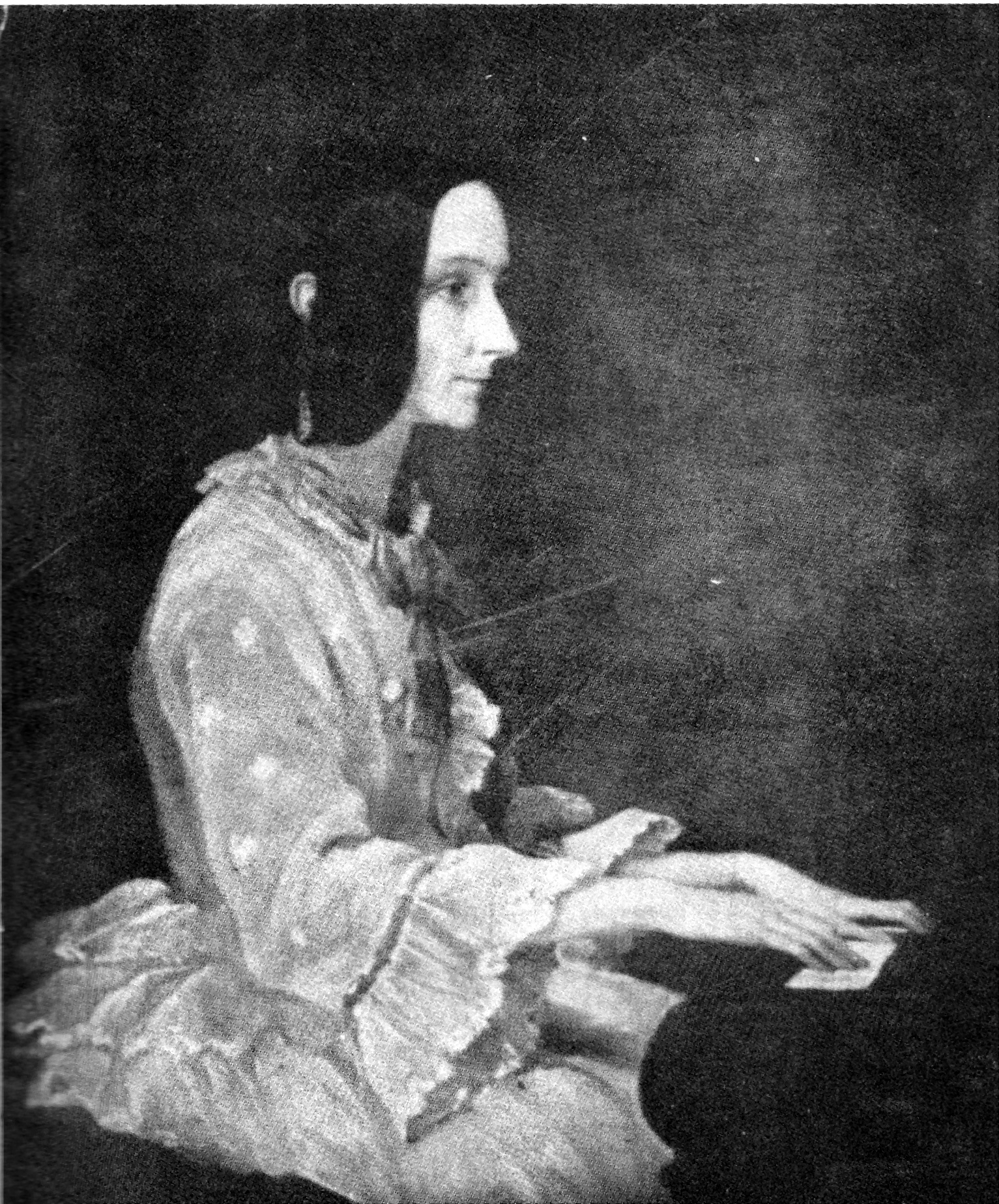
勒芙蕾絲肖像，畫家亨利·溫德姆·菲利普斯 (1852)。雖然她當時身體非常痛苦，她還是坐著當模特兒，如她父親拜倫讓菲利普斯父親托馬斯·菲利普斯畫肖像。

1852年11月27日勒芙蕾絲逝世，享年36歲，死因為子宮頸癌。她的癌症拖了好幾個月，母親安娜貝拉在這段期間對她限制探視，禁止她至交好友探病。在母親的威誘下，愛達改信宗教，持續懺悔，並讓母親當她的監護人。8月30日，在她向丈夫懺悔某事後，她丈夫就拋下她的病褟出走了。沒有人知道她說了什麼。。她依遺願葬在諾丁罕郡哈克納聖瑪麗抹大拉教堂的父親身旁。霍斯利塔的教堂有一塊拉丁文紀念碑，紀念她和她父親。

## 成就
勒芙蕾絲終其一生，對科學發展和當代新知非常有興趣，包括顱相學和動物磁性說。在巴貝奇的工作結束後，勒芙蕾絲仍持續參與其他計劃。1844年她對沃倫佐夫·格瑞格說，她想建立一個數學模型，來解釋大腦如何產生思想、神經和感覺（「神經系統的微積分」）。不過她沒有完成。她對腦科學的興趣，一部份導因她母親長年認為她像父親拜倫一樣有「潛在的」黑暗面。為了這個研究，1844年她拜訪了安德魯·克羅斯，學習如何做電學實驗。同年她撰寫了卡爾·賴興巴赫男爵《Researches on Magnetism》的書評，但只寫了初稿，也沒有發表。1851年癌症發作前，她對母親寫道，她研究數學和音樂的關聯，有相當的進展。

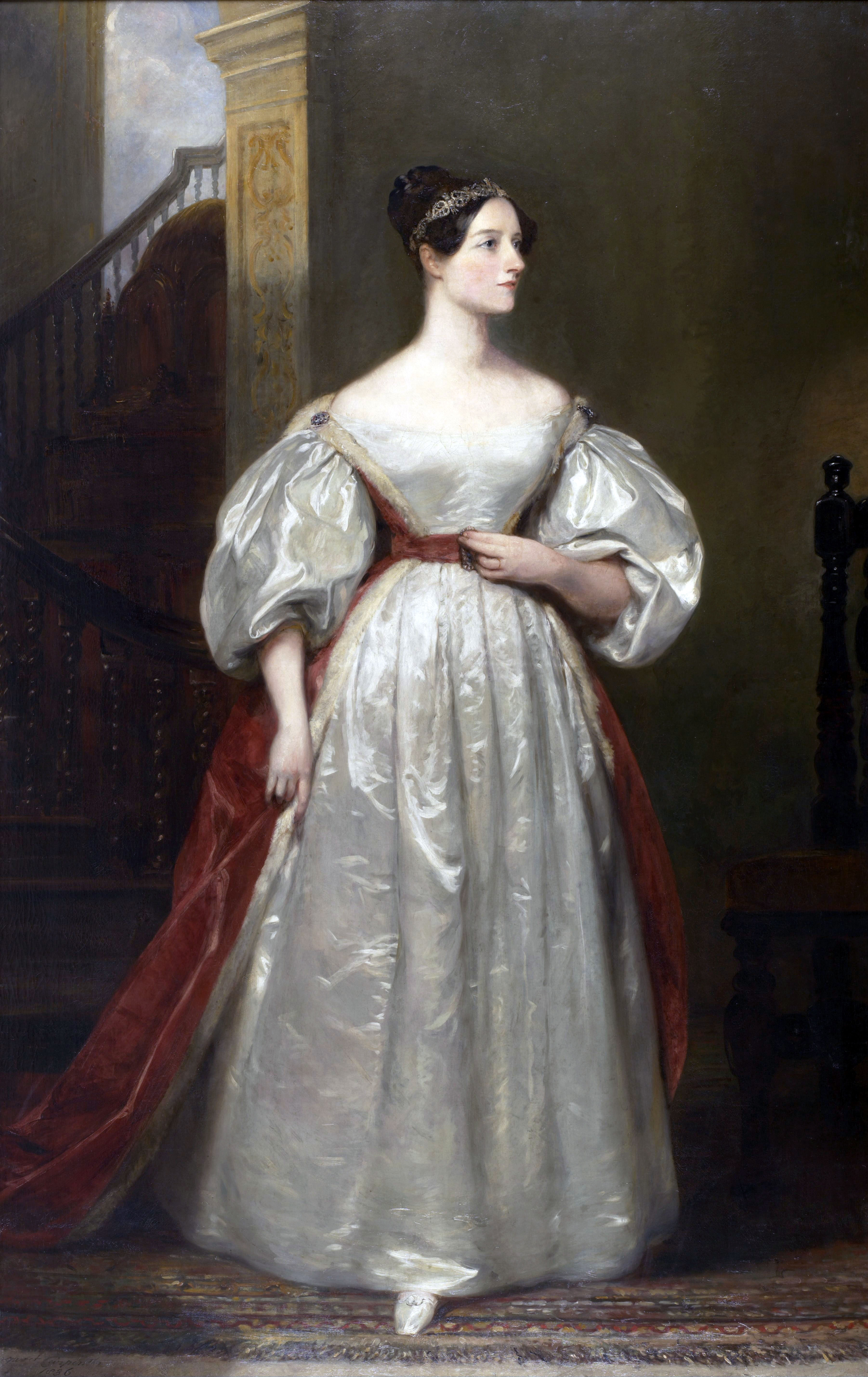
愛達·勒芙蕾絲肖像，英國畫家Margaret Sarah Carpenter (1836)

勒芙蕾絲1833年6月，透過共同朋友瑪麗·薩默維爾認識了查爾斯·巴貝奇。同月，巴貝奇邀請她參觀他的差分機原型。她迷上差分機，透過薩默維爾的關係，一有空就去找巴貝奇。巴貝奇驚豔於勒芙蕾絲的聰慧和分析能力，叫她「數字的魔女 (Enchantress of Number)」。1843年，巴貝奇寫給她：
忘了這個世界的眾多紛擾，忘了那些的虛偽騙子—忘了一切，只要有「數字的魔女」便足矣。

1842-43年間，勒芙蕾絲花九個月翻譯義大利數學家路易吉·梅納布雷亞講述巴貝奇新構想分析機的文章。她隨正文附上了長篇筆記。分析機的功能很難解釋，巴貝奇不擅言辭，其他科學家也多難解其意。勒芙蕾絲的筆記還要解釋分析機和原版差分機有何不同。她的筆記獲得廣泛認可，連科學家麥可·法拉第都自稱是她的書迷。
全部筆記比原文長三倍，且在筆記G中詳述分析機若能完工，可以如何計算白努利數。（巴貝奇只完成了差分機，分析機直至2002年才在倫敦完工。）因著這份筆記，許多人認為勒芙蕾絲是史上第一位電腦程式設計師，她的方法是史上第一個電腦程式。也有人認為這不算，因為巴貝奇某些早年寫作也可以認定是電腦程式。
勒芙蕾絲也在筆記G中駁斥人工智慧。她寫道，「分析機不是用來創作。只要我們知道怎麼下指令，它就知道怎麼做。它能依規則分析，但無法預測分析關聯或真理。」這一點在後世引發許多爭議，例如艾倫·圖靈就在論文計算機與智慧"中駁斥。現代電腦科學家認為，這種看法已經過時了，程式設計師不一定能預測軟體的發展。
完稿時，勒芙蕾絲和巴貝奇有一點爭執。巴貝奇想加上不署名前言聲明（抨擊政府不支持分析機），可能會誤解為是兩人的共同聲明。當理查·泰勒的科學回憶錄要求聲明要署名時，巴貝奇寫信要勒芙蕾絲撤稿。勒芙蕾絲這才知道巴貝奇的聲明沒有署名，回信拒絕撤稿。史學家班哲明·伍列推測「這些行為，顯示巴貝奇渴望愛達參與，放任她......是為了借用她的『名聲』。」他們很快和好了，持續保持聯絡。1851年8月12日她癌症病危時，勒芙蕾絲寫信給他，請他當她的遺屬執行人。這封信法律效力不足。渥西大宅有一段露台，因為勒芙蕾絲和巴貝奇常在此散步討論數學原理，被稱為哲學家之道。

### 史上第一個電腦程式

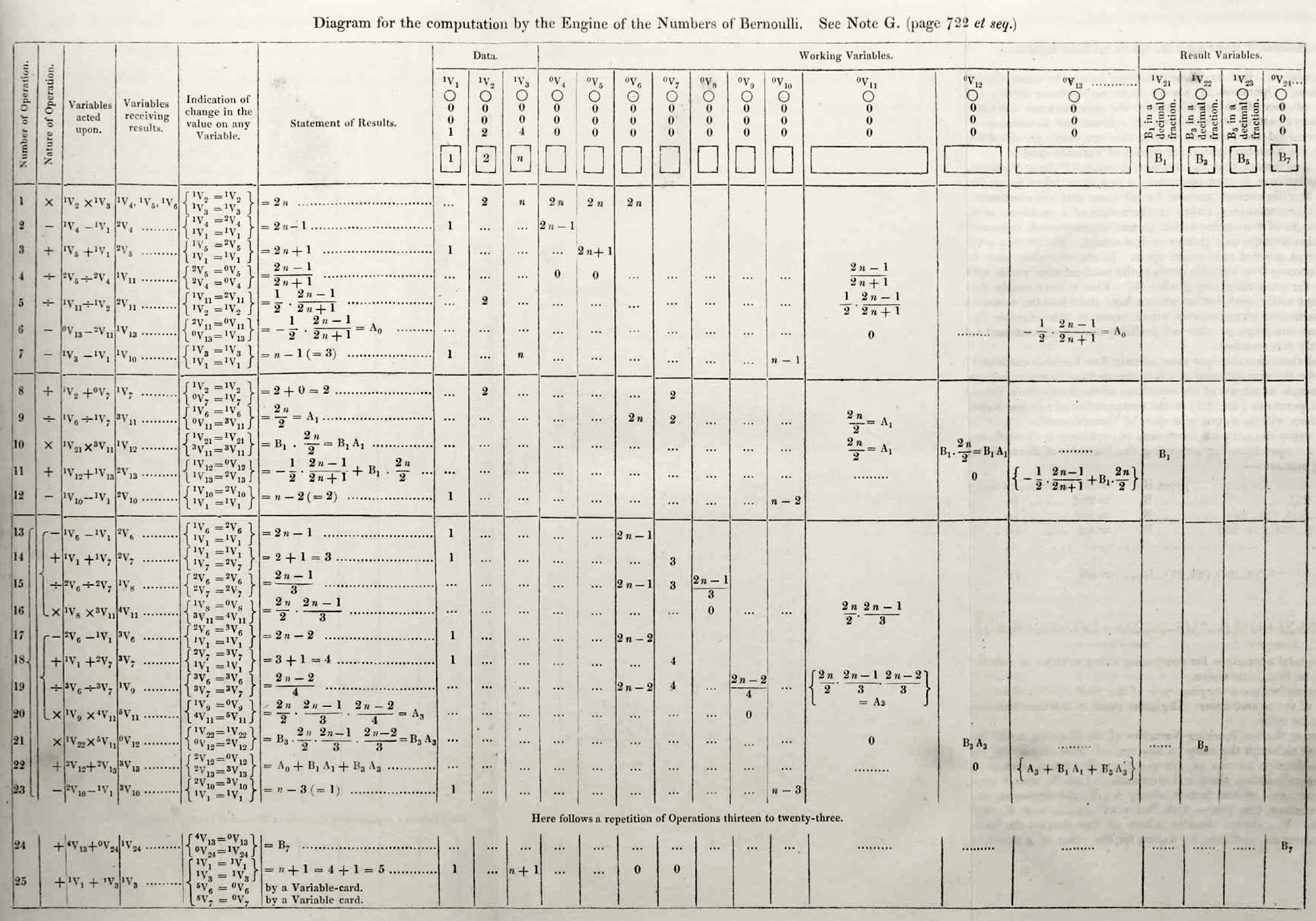
勒芙蕾絲「筆記G」的圖表，第一個發表的電腦演算法

1840年，巴貝奇受邀在都靈大學舉辦分析機的研討會。年輕義大利工程師與未來的義大利總理路易吉·梅納布雷亞，以法文把巴貝奇的課寫成逐字稿，之後在1842年10月發表在Bibliothèque universelle de Genève上。巴貝奇好友查爾斯·惠斯登委託愛達·勒芙蕾絲把梅納布雷亞的論文譯成英文。她把對論文的批評寫成筆記，一起加進翻譯中。愛達·勒芙蕾絲在巴貝奇指導下，花了大半年翻譯。這些筆記內容比梅納布雷亞的論文更廣，發表在理查德·泰勒的科學回憶錄。笔记用她的姓名首字母縮寫A.A.L.来署名。
愛達·勒芙蕾絲的筆記以字母A-G編序。在筆記G中，她描述了以分析機計算白努利數的演算法。後世認為這是第一個公開發表，為供電腦實作的演算法。愛達·勒芙蕾絲也因此被認為是第一個電腦程式設計師。可惜分析機最後還是沒有做出來，她的程式也無法測試。
1953年，也就是愛達·勒芙蕾絲過世後百年，她的巴貝奇分析機筆記，作為B. V. 鮑登Faster than Thought: A Symposium on Digital Computing Machines的附註重新問世。如今分析機被公認為早期電腦的模型，她的筆記則是電腦軟體的描繪。

### 對電腦未來的洞見
愛達·勒芙蕾絲在筆記中，強調分析機和前代計算機的不同，尤其在它能以程式解決各種複雜問題。她發覺以後的分析機不只可以算數。她在筆記中說：
[分析機]很可能用來處理數字以外的事物，只要物件的基本關係，能以抽象科學操作表示，便很有可能可以轉換為分析機的操作指令…舉例來說，如果音樂樂曲和科學高低音的基本關係，可以用這種方式轉換和表示，分析機就可以作出各種複雜精美的科學樂曲了。
上述分析是電腦科學的重大發展，基於對當時計算機能力的理解，在百年前就預測了現代電腦的發展與影響。對於愛達基於邏輯符號對電腦應用的洞見，華特·艾薩克森認為來自她在織布機上的觀察：「她看到有些織布機以打孔卡當指令，織出美麗的花樣時，她聯想到巴貝奇也用打孔卡來計算。」作家貝蒂·圖爾、班哲明·伍列，與主持Plan 28計劃重建分析機的程式設計師約翰·格雷厄姆-卡明，都認為該洞見非常重大。
據電腦科學史家與巴貝奇研究者多倫·斯瓦德說：
愛達看到巴貝奇看不到的遠景。在巴貝奇的世界裏，分析機是用來算數的…勒芙蕾絲看到…數字也以以表示非量化資料。要是有一台可以操作數字的機器，只要數字可以表達其它事物，像是字母、音符等，這台機器就可以依照規則，以數字來操作符號。從操作數字到操作符號的轉型，就是從數字計算往通用計算的轉型。當我們從現代回顧，尋找電腦發展史的轉捩點時，轉捩點就在愛達1843年的筆記中。

### 貢獻爭議
許多人公認勒芙蕾絲為第一個程式設計師。但某些傳記家、電腦科學家和電腦史學家有不同見解。
艾倫·喬治·布羅姆利在1990年差分機與分析機一文中說：
在她的筆記中，幾乎所有程式都是巴貝奇三到七年前就寫好了。唯一例外的程式是巴貝奇寫給她的，雖然她也有修正程式問題。沒有證據表明她為分析機寫過什麼程式，由她和巴貝奇的書信往來看來，她也沒有能力寫程式。
稍晚完成巴貝奇傳的Bruce Collier，在他1970年哈佛大學博士論文中說，勒芙蕾絲「對分析機的宣傳非常有貢獻，但沒有證據表明她對理論或設計有任何貢獻。
Eugene Eric Kim和Betty Alexandra Toole認為勒芙蕾絲「不是」第一個程式設計師。巴貝奇為分析機寫過好幾個程式初稿，雖然最後沒有發表。Bromley發現巴貝奇在1837到1840年間寫了幾十個程式，都比勒芙蕾絲的筆記早很多年。桃樂絲·史坦認為勒芙蕾絲的筆記「比較像是描繪出作者數學上不確定性，發明者的政治目的，以及當時的社會文化背景，而不是科學發展的藍圖。」
以研究巴貝奇聞名的電腦科學史家多倫·史韋德，曾在一堂巴貝奇分析機課上，討論過勒芙蕾絲。他解釋，艾達只是個「有前途的新人」，而不是數學天才。她在巴貝奇孕育出分析機的五年後，才開始學基礎數學，所以不可能有什麼重大貢獻。她不是撰寫，只是出版了第一個電腦程式。不過他同意，艾達是唯一一個看出分析機未來可以處理數字以外的大千世界的人。
史蒂芬·沃爾夫勒姆在自費出版的Idea Makers一書中，為勒芙蕾絲的貢獻辯護。雖然在勒芙蕾絲的筆記之前，巴貝奇的確私下為分析機寫過很多的算法，沃爾夫勒姆說「但它們和艾達的伯努利數算法比起來，複雜度—或簡潔度—都無法相提並論。巴貝奇協助艾達撰寫筆記，也加了註解，但艾達才是作者。」沃爾夫勒姆認為，艾達的貢獻在淬鍊巴貝奇的概念，「清楚呈現抽象的機器運作，這是巴貝奇做不到的。」

## 大眾文化

### 1810年代
愛達·勒芙蕾絲出生後，詩人拜倫為妻子拜倫男爵夫人寫了一首詩《Fare Thee Well》。他在詩中寫道：
And when thou would'st solace gather—

When our child's first accents flow—

Wilt thou teach her to say "Father!"

Though his care she must forego?

When her little hands shall press thee—

When her lip to thine is pressed—

Think of him whose prayer shall bless thee—

Think of him thy love had blessed!

Should her lineaments resemble

Those thou never more may'st see,

Then thy heart will softly tremble

With a pulse yet true to me.

### 1970年代
劇作家羅穆勒斯·林尼在1977年的作品《恰爾德·拜倫》中描繪了勒芙蕾絲。

### 1990年代
1990年威廉·吉布森與布魯斯·斯特林的蒸汽龐克小說《差分機》中，勒芙蕾絲在一次講學時，以「打孔卡」程式證明了數十年後才發現的哥德爾不完備定理。
1997年電影《超錄感情愛》中，一位崇拜愛達的DNA生物學家，透過「不朽資訊波」，找到與百年前的愛達溝通的方式。
湯姆·史塔佩1993年的舞台劇《阿卡迪亞》中，早熟的天才少女托馬西娜·卡弗利——明顯致敬愛達·勒芙蕾絲的角色（劇中也提到拜倫）——領悟了混沌理論，並把熱力學第二定律理論化，遠早於歷史上的發現。

### 2000年代
約翰·克勞利2005年的小說《拜倫的故事》 (Lord Byron's Novel: The Evening Land) 中，勒芙蕾絲是書中看不見的角色，透過她的註釋和反英雄的努力，企圖歸檔父親佚失的小說，表現出強烈的性格。

### 2010年代
2015年勞倫·岡德森的舞台劇《愛達與分析機》 (Ada and the Engine) 中，描繪了勒芙蕾絲和巴貝奇的單相思，並想像勒芙蕾絲和拜倫死後的相遇。
勒芙蕾絲和巴貝奇是席妮·帕多瓦的網路漫畫《勒芙蕾絲和巴貝奇的大冒險》 (The Thrilling Adventures of Lovelace and Babbage) 的主角。漫畫附註大量引用愛達·勒芙蕾絲的歷史故事，很多對白都基於真實對話。
少女勒芙蕾絲和少女瑪麗·雪萊，是喬丹·史崔佛的蒸氣龐客叢書《沃斯通克拉夫特偵探社》 (The Wollstonecraft Detective Agency) 的主角。
在影集《科學怪人編年史》第二季中，由莉莉·萊瑟 (Lily Lesser) 飾演勒芙蕾絲（角色名為愛達·奧古斯塔·拜倫）。她受聘作為分析師，提供真人尺寸機器人的結構圖。這台黃銅機器人的結構，很像巴貝奇的分析機。劇中她一直工作到回去進修高等數學為止。
勒芙蕾絲和巴貝奇是2017年影集《維多利亞》的角色。艾莫芮德·芬諾在第二季第二集《綠眼怪獸》飾演勒芙蕾絲。
2017年推出的卡爾達諾區塊鏈平台，將他們的加密貨幣取名為「愛達」，愛達幣最小單位名為「勒芙蕾絲」。
影集《電腦狂人》劇中，角色卡梅倫·豪伊設計的作業系統名叫「勒芙蕾絲」。
2019年Big Finish製作公司製作的《超時空奇俠》廣播劇《數字的魔女》，主要角色就是勒芙蕾絲。劇中由湯姆·貝克飾演第四任博士，簡·斯拉文飾演博士的同伴Ann Kelso，芬蒂·威廉斯飾演勒芙蕾絲。
2019年費城工程力學劇團 (Applied Mechanics) 舞台劇《理工女性 (STEM FEMMES)》中，勒芙蕾絲是主角之一。

### 2020年代
勒芙蕾絲是影集《超時空奇俠 (系列12)》第二集《諜降（下）》的角色。該集2020年1月5日在英國廣播公司第一台首播。劇中由西爾維·布里格斯飾演勒芙蕾絲，並且有查爾斯·巴貝奇和努爾·艾娜雅特·汗等角色。
2021年輝達將下一代圖形處理器架構取名為「愛達·勒芙蕾絲」。应用此架构的NVIDIA GeForce 40系列显卡则于2022年9月20日发布，并于同年10月上市。

## 紀念

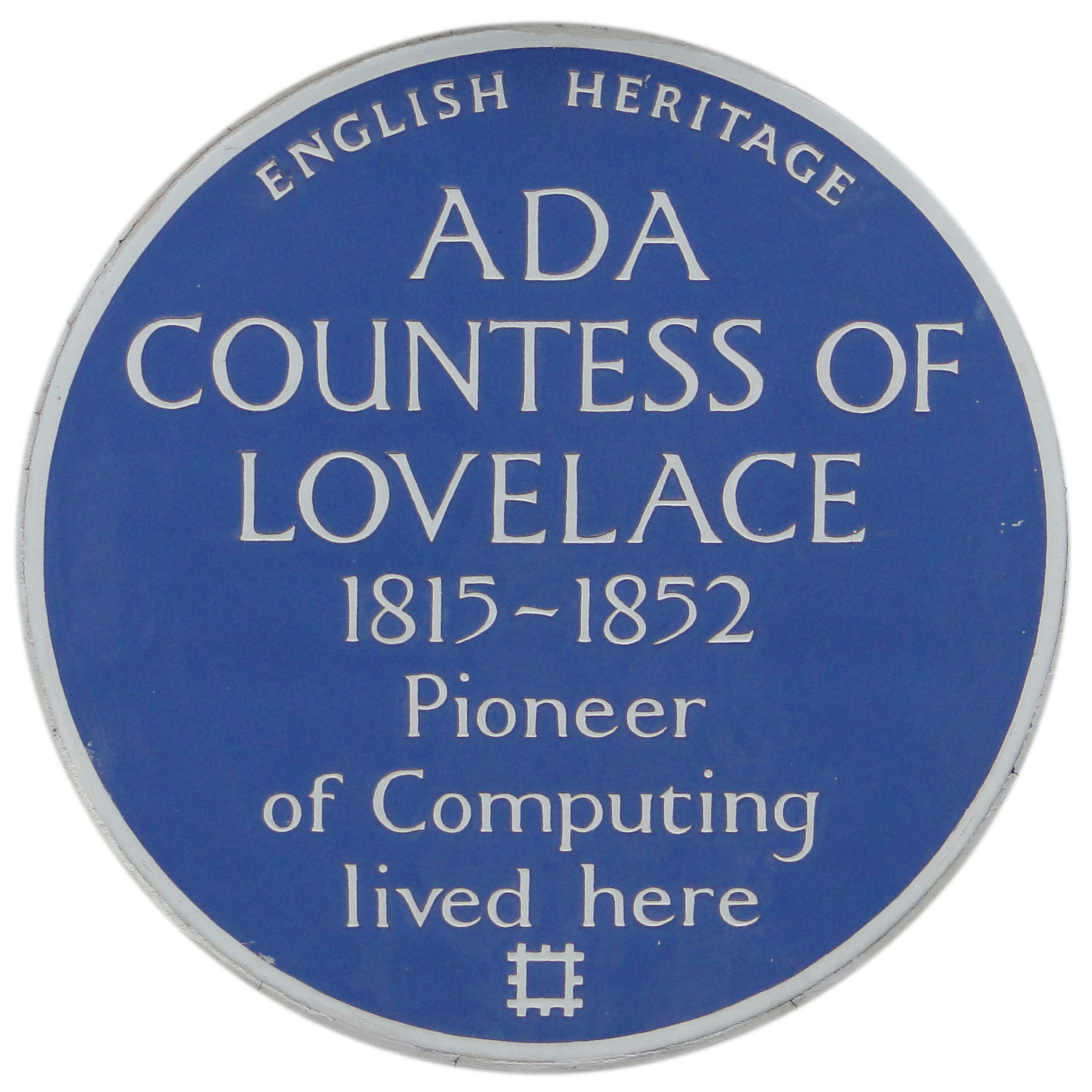
倫敦聖詹姆士廣場紀念愛達·勒芙蕾絲的藍色牌匾

美國國防部發明的電腦程式語言Ada，以勒芙蕾絲為名。該語言參考說明書許可日期1980年12月10日，美國軍用標準編號「MIL-STD-1815」，為艾達的出生年。
1981年，計算女性協會設立了愛達·勒芙蕾絲獎。1998年起，英國電腦學會開始頒發勒芙蕾絲獎，並且自2008年起每年為女學生舉辦競賽。英國電腦學會女性小組也主辦每年為大學生舉辦的勒芙蕾絲年會。倫敦市托特納姆海爾的愛達學院，是一所數位技能進修學院。
2009年起，每年十月第二個星期二，訂為愛達·勒芙蕾絲紀念日，目地為「...提高女性在科學、技術、工程、數學領域的地位」並且在這些領域「為女性建立新角色典範」。這個時間，維基百科也會舉辦編輯松，提高維基百科中文章內容和編者的女性形象，以減少不自覺的維基百科的性別偏誤。
愛達倡議是一個推動女性參與自由文化運動與開源軟體運動的非營利組織。
沙拉哥薩大學的電腦科學通訊工程學院大樓叫做「愛達拜倫大樓」。愛達舊居附近，波洛克村的電腦中心，也以她為名。愛達·勒芙蕾絲樓是諾丁罕郡柯克比的一棟議會大樓，在勒芙蕾絲幼時住家附近。
2012年，在愛達生日當天，Google以Google塗鴉和一則部落格貼文紀念。
2013年成立了愛達開發學院。愛達開發學院的宗旨，是透過提供女性與多元性別，技能、經驗和社群上的支持，以成為專業軟體開發人員，促進科技的多元性，改變科技的面貌。。
2013年9月17日，BBC第四台的《偉人》影集播出了愛達·勒芙蕾絲專輯。
2015年11月起，英國新換發護照內頁，加上了勒芙蕾絲和巴貝奇的人像。
2017年國際婦女節，Google以Google塗鴉紀念她和其他女性。
2018年2月2日，高解析度地球觀測影像分析公司Satellogic，發射了新型ÑuSat小型衛星，以愛達·勒芙蕾絲為名紀念。
2018年3月紐約時報為刊出了遲來的愛達·勒芙蕾絲訃告。
2018年7月27日，美國參議員榮恩·魏登在美國參議院提案，將2018年10月9日訂為愛達·勒芙蕾絲紀念日，「以彰顯愛達·勒芙蕾絲作為女性數理先驅的貢獻。」該提案 (S.Res.592)進入議程後，與序言一起無異議通過。
2020年11月，2020 年 11 月，三一學院 (都柏林)宣布，圖書館將新增四尊女性半身像，包含勒芙蕾絲。該圖書館過往收藏了40尊半身像，全部是男性。
2022年3月，倫敦西敏寺的Egron House原址，豎立了一座愛達·勒芙蕾絲雕像，以紀念該市的科學歷史。雕像由Etienne和Mary Millner製作，依照Margaret Sarah Carpenter的畫像雕刻。雕像在2022年的國際婦女節揭幕。雕像位於Millbank Quarter七樓，俯瞰Dean Bradley Street和Horseferry Road的交叉口。
2022年9月，輝達發表了以她为名的新一代圖形處理器微架構。

## 兩百年誕辰
愛達·勒芙蕾絲的兩百年誕辰紀念日，舉辦了一系列的活動：
- 以色列高等研究院（英语：Israel Institute for Advanced Studies），於2015年12月20日至2016年1月31日，舉辦了《愛達·勒芙蕾絲兩百年誕辰紀念系列資訊講座》。[125][126]
- 2015年10月13-14日，牛津大學舉辦了《愛達·勒芙蕾絲座談會》。[127]
- 2015年4月11日，以LED服裝，描繪愛達·勒芙蕾絲生平的女性單人秀《愛達，愛達，愛達》，在愛丁堡國際科學節（英语：Edinburgh International Science Festival）首演，[128]之後在全球巡迴演出，以倡議科技研討會[129][130]、商業、政府和教育組織的多元性。[131][132]

英國倫敦的科學博物館，與英國牛津的韋斯頓圖書館（屬於博德利圖書館），也舉辦了特展。

## 出版品
- Lovelace, Ada King. Ada, the Enchantress of Numbers: A Selection from the Letters of Lord Byron's Daughter and her Description of the First Computer. Mill Valley, CA: Strawberry Press, 1992. ISBN 978-0-912647-09-8.
- Menabrea, Luigi Federico; Lovelace, Ada. . Richard Taylor  (编).  3. London: Richard and John E. Taylor. 1843: 666–731  [2007-06-27]. （原始内容存档于2008-09-15）.

## 歷史出版品
1843年的初版《分析機草圖》，內含愛達·勒芙蕾絲的《筆記》，現存共有六本。三本收藏放在哈佛大學，一本收藏於奧克拉荷馬大學，一本收藏於美國空軍學院。2019年7月20日，第六本在拍賣會上，以九萬五千英磅，賣給匿名買家。哈佛大學其中一本藏本的數位掃描版，開放線上閱覽。
2016年12月，紐約州稅務部由馬丁·希克瑞里手中，沒收了一封愛達·勒芙蕾絲的親筆信，以抵其欠稅。

## 外部連結
- Ada Lovelace: Founder of Scientific Computing (SDSC Women in Science) （页面存档备份，存于）
- "Ada Byron, Lady Lovelace", Biographies of Women Mathematicians （页面存档备份，存于）, Agnes Scott College
- Papers of the Noel, Byron and Lovelace families
- 約翰·J·奧康納; 埃德蒙·F·羅伯遜, ,  （英语）
- Ada Lovelace & The Analytical Engine （页面存档备份，存于）
- Ada & the Analytical Engine
- Ada Lovelace, Countess of Controversy (g4tv.com) （页面存档备份，存于）
- BBC Radio 4 – In Our Time – Ada Lovelace （页面存档备份，存于） – streaming audio
- Biography of Ada Lovelace at L'Oreal: Women in Science
- Sketch of The Analytical Engine Invented by Charles Babbage by L. F. Menabrea with notes upon the Memoir by the translator Ada Augusta, Countess of Lovelace （页面存档备份，存于）
- Ada Lovelace's Notes and The Ladies Diary （页面存档备份，存于）